# Захвеюв
Захвеюв (пол. Zachwiejów) — село в Польщі, у гміні Падев-Народова Мелецького повіту Підкарпатського воєводства.
Населення — 184 особи (2011).
У 1975-1998 роках село належало до Тарнобжезького воєводства.

## Демографія
Демографічна структура станом на 31 березня 2011 року:
|          | Загалом | Допрацездатний вік | Працездатний вік | Постпрацездатний вік |
| -------- | ------- | ------------------ | ---------------- | -------------------- |
| Чоловіки | 86      | 18                 | 57               | 11                   |
| Жінки    | 98      | 23                 | 57               | 18                   |
| Разом    | 184     | 41                 | 114              | 29                   |